# Daniel Kaluuya
Daniel Kaluuya (sinh ngày 24 tháng 2 năm 1989) là nam diễn viên người Anh Quốc. Anh được biết đến rộng rãi sau vai Chris Washington trong phim kinh dị Get Out (2017), vai diễn mang về cho anh đề cử các giải Oscar, giải Quả cầu vàng, giải SAG, và giải BAFTA hạng mục Nam diễn viên xuất sắc nhất. 